# モマーニ
モマーニは、プロボクサー小口雅之が広告塔を務める育毛剤・発毛剤である（医薬部外品）。

## ラインナップ
- モマーニパワー（育毛剤）
- モマーニヘアシャンプー
- モマーニヘアブラシ

## 成分
高麗人参/黒豆/昆布/赤芍薬/干し生姜/ニンニクなどの14種類の天然ハーブ